# Ерими
Ерѝми (на гръцки: Ερήμη) е село в Кипър, окръг Лимасол. Според статистическата служба на Република Кипър през 2001 г. селото има 1432 жители.
Намира се частично на територията на британските военни бази Акротири и Декелия.